# Tillverkningsindustri

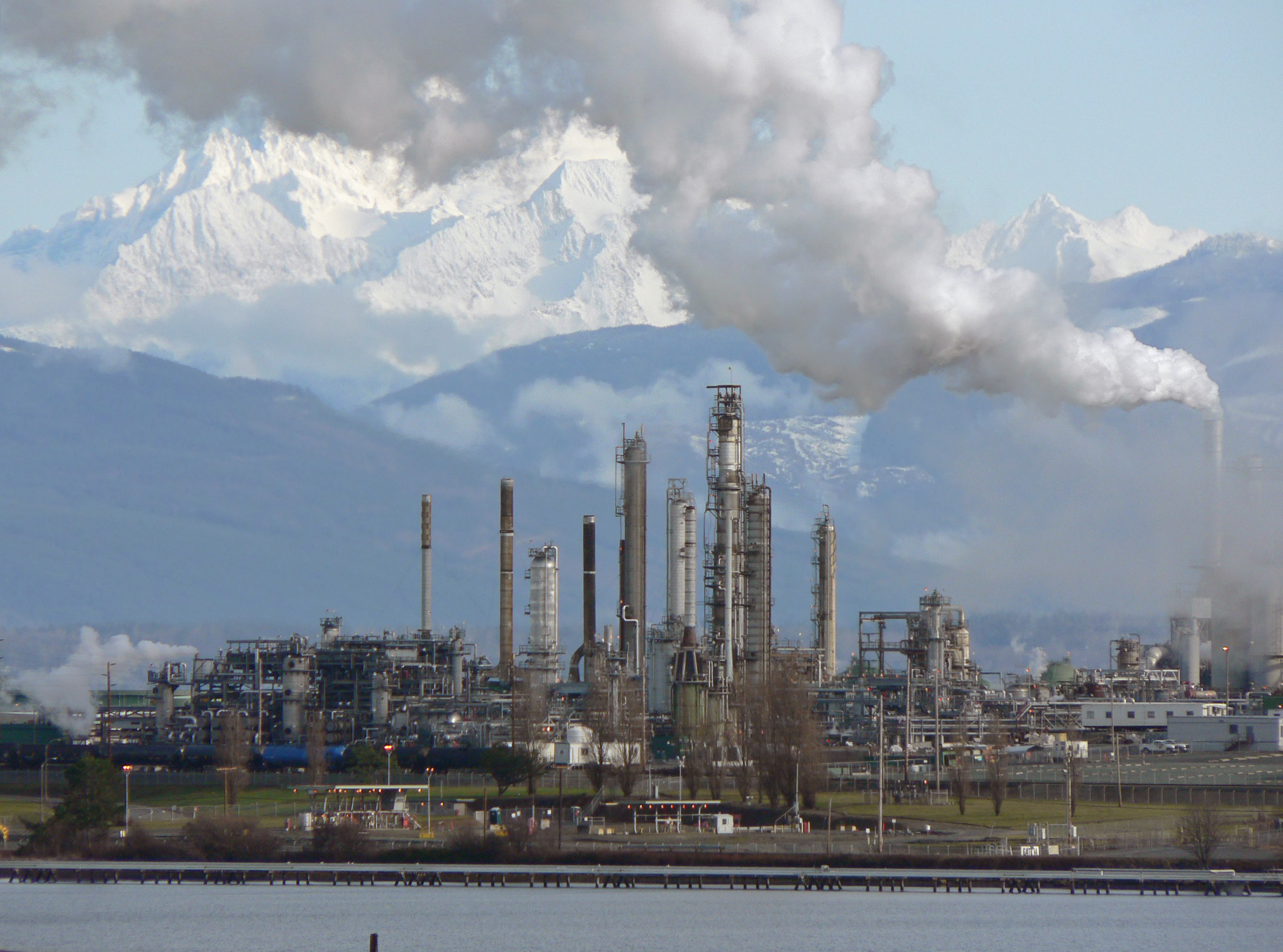
Ett oljeraffinaderi är en typ av tillverkningsindustri.

Tillverkningsindustri, förädlingsindustri, de typer av industri som omvandlar råvaror till produkter. Dit hör bland annat verkstadsindustri och processindustri.

## Verkstadsindustri
Verkstadsindustri är en typ av tillverkningsindustri som förädlar råvaror, framförallt metall, trä och plast, till färdiga produkter, men även till halvfabrikat. Exempel är maskintillverkning, fordonsindustri och varvsindustri.
Mycket traditionella exempel för Sverige, är knivtillverkningen i Eskilstuna och Dalarna, och köksredskap. Ett ständigt återkommande exempel är skiftnyckeln. Andra exempel är symaskiner, dammsugare och diskbänkar i rostfri var.

## Textilindustri
En stor industri i Sverige in på 1960-talet. Därefter har textilindustrin till största delen flyttat till länder som Portugal, Myanmar, Bangladesh, Pakistan, Amerikas Förenta Stater, Indien och Kina.

## Processindustri
Processindustri är en form av automatiserad tillverkningsindustri med flera olika tillverkningsmoment. 
Traditionella exempel för Sverige på processindustri, är pappersindustri, petrokemisk industri samt järnverk och stålverk.  

## Finanser
Från ett finansiellt perspektiv så är målet med tillverkningsindustri till stor del att uppnå kostnadsfördelar per producerad enhet, vilket i sin tur leder till kostnadsreduceringar i samhället per produkt, sett mot slutkund. På så sätt säkrar tillverkningsindustriella bolag sina vinstmarginaler.

## Småskalig tillverkning
Vanligt förekommande på många håll i landet in på 1960-talet. Ståltråd och tunn plåt var populära material. 
Inte minst i Gnosjö, i Småland, var småskalig tillverkning vanlig, några exempel på produkterna är fiskeredskap och köksredskap. Se även Gnosjöandan.